# Edmond Haxhinasto

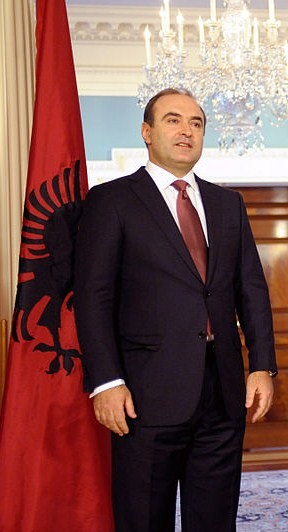
Edmond Haxhinasto

Edmond Haxhinasto (* 16. November 1966 in Tirana) ist ein albanischer Politiker der Sozialistischen Bewegung für Integration (LSI). Er war vom 16. September 2010 bis zum 27. Juni 2012 Außenminister, danach bis September 2016 Minister für Transport und Infrastruktur.

## Biografie
Edmond Haxhinasto beendete im Jahr 1989 ein Anglistik-Studium an der Universität Tirana und arbeitete danach in Jugendverbänden. 1990/91 war er im Albanischen Parlament für einige Monate für den Bereich Internationalen Beziehungen zuständig. In den nächsten Jahren war er nicht politisch aktiv und erlangte ein Nachdiplom in Betriebswirtschaft in Brdo, Slowenien. Ab 1997 arbeitete er wieder für die Regierung, zuerst unter Fatos Nano und Pandeli Majko als Leiter der Abteilung für Koordination, in spezieller Funktion bei der Flüchtlingskrise während des Kosovokriegs 1999 und als Verantwortlicher bei der Einführung eines Plans gegen Korruption. Im Jahr 2000 machte er an der Princeton University, Woodrow Wilson School of Public and International Affairs, einen Master-Abschluss. Unter Ilir Meta arbeitete er danach zuerst als diplomatischer Berater des Ministerpräsidenten und später als Geschäftsträger in Belgrad. Ab Sommer 2002 war er Kabinettschef im Außenministerium, das von Ilir Meta geleitet wurde.
Zusammen mit Ilir Meta trat er Anfang 2004 aus der Sozialistischen Partei aus und gründete die Sozialistische Bewegung für Integration (LSI), als deren Stellvertretender Vorsitzender er fortan wirkte. Im Oktober 2009 wurde er Stellvertretender Minister für Öffentliche Arbeiten und Transport im Kabinett Berisha II. Im September 2010 übernahm er von Ilir Meta das Außenministerium, das er 2012 an Edmond Panariti (LSI) weitergab. In der Folge war er Minister für Wirtschaft, Handel und Energie. Von Juli 2012 bis April 2013 war er zudem stellvertretender Ministerpräsident.
Nach dem Regierungswechsel wurde er von Edi Rama im September 2013 als Minister für Transport und Infrastruktur in dessen erstes Kabinett berufen. Er trat Anfang September 2016 zurück mit der Begründung, er wolle sich in Hinblick auf die anstehenden Wahlen im kommenden Jahr mehr auf die Parteiarbeit konzentrieren.